# Episodi di Stargate SG-1 (terza stagione)
La terza stagione della serie televisiva di fantascienza Stargate SG-1 è composta da 22 episodi e fu trasmessa per la prima volta negli Stati Uniti dal 25 giugno 1999 sulla rete televisiva Showtime; nel corso della stagione la serie fu trasmessa anche sulla rete inglese Sky One che trasmise l'ultimo episodio il 10 febbraio 2000.
In Italia fu trasmessa su Fox a partire dal 7 ottobre al 4 novembre 2003.
Il cast principale della terza stagione è rimasto inalterato e comprende Richard Dean Anderson nella parte del colonnello dell'Aviazione Jack O'Neill, Michael Shanks nei panni del dottor Daniel Jackson, Amanda Tapping nel ruolo del capitano Samantha Carter e Christopher Judge che interpreta l'alieno Teal'c. La squadra dell'SG-1 è comandata dal generale George Hammond, interpretato da Don S. Davis.
| nº | Titolo originale    | Titolo italiano         | Prima TV originale | Prima TV Italia |
| -- | ------------------- | ----------------------- | ------------------ | --------------- |
| 1  | Into the Fire       | Nel fuoco               | 25 giugno 1999     | 7 ottobre 2003  |
| 2  | Seth                | Seth                    | 2 luglio 1999      | 8 ottobre 2003  |
| 3  | Fair Game           | Bersaglio facile        | 9 luglio 1999      | 9 ottobre 2003  |
| 4  | Legacy              | L'eredità               | 16 luglio 1999     | 10 ottobre 2003 |
| 5  | Learning Curve      | Curva di apprendimento  | 23 luglio 1999     | 13 ottobre 2003 |
| 6  | Point of View       | Punto di vista          | 30 luglio 1999     | 14 ottobre 2003 |
| 7  | Deadman Switch      | Cacciatore di taglie    | 6 agosto 1999      | 15 ottobre 2003 |
| 8  | Demons              | Demoni                  | 13 agosto 1999     | 16 ottobre 2003 |
| 9  | Rules of Engagement | Regole di combattimento | 20 agosto 1999     | 17 ottobre 2003 |
| 10 | Forever in a Day    | Per sempre in un giorno | 8 ottobre 1999     | 20 ottobre 2003 |
| 11 | Past and Present    | Passato e presente      | 15 ottobre 1999    | 21 ottobre 2003 |
| 12 | Jolinar's memories  | I ricordi di Jolinar    | 22 ottobre 1999    | 22 ottobre 2003 |
| 13 | The Devil You Know  | Dominazioni             | 29 ottobre 1999    | 23 ottobre 2003 |
| 14 | Foothold            | Base d'appoggio         | 5 novembre 1999    | 24 ottobre 2003 |
| 15 | Pretense            | Inganno                 | 19 gennaio 2000    | 27 ottobre 2003 |
| 16 | Urgo                | Impianto                | 26 gennaio 2000    | 28 ottobre 2003 |
| 17 | A Hundred Days      | Cento giorni            | 2 febbraio 2000    | 29 ottobre 2003 |
| 18 | Shades of Grey      | Ombre di grigio         | 9 febbraio 2000    | 30 ottobre 2003 |
| 19 | New Ground          | Nuova terra             | 16 febbraio 2000   | 31 ottobre 2003 |
| 20 | Maternal Instinct   | Istinto materno         | 25 febbraio 2000   | 3 novembre 2003 |
| 21 | Crystal Skull       | Il teschio di cristallo | 3 marzo 2000       | 3 novembre 2003 |
| 22 | Nemesis             | Nemesi                  | 8 marzo 2000       | 4 novembre 2003 |

## Nel fuoco
- Titolo originale: Into the fire
- Diretto da: Martin Wood
- Scritto da: Brad Wright

### Trama
O'Neill, Carter e Jackson sono prigionieri sul pianeta di Hathor, mentre su Chulak, Teal'c sta cercando di organizzare una nuova armata di jaffa. L'unica speranza di salvezza per gli uomini dell'SG-1 è l'intervento di Hammond.

## Seth
- Titolo originale: Seth
- Diretto da: William Corcoran
- Scritto da: Jonathan Glassner

### Trama
L'SG-1 viene mandata alla ricerca del Signore del Sistema Seth, che ha trovato rifugio nello Stato di Washington ed è a capo di un nuovo culto religioso. La squadra cade però vittima del Nish'ta, un agente biologico virale ipnotizzante.

## Bersaglio facile
- Titolo originale: Fair Game
- Diretto da: Martin Wood
- Scritto da: Robert C. Cooper

### Trama
I Signori del Sistema goa'uld stanno pianificando un attacco alla Terra e Thor offre il suo aiuto per negoziare un trattato di non aggressione. Vengono inviati Yu, Nirrti e Cronus ma Nirrti sabota il negoziato. Sam viene promossa a maggiore.

## L'eredità
- Titolo originale: Legacy
- Diretto da: Peter DeLuise
- Scritto da: Tor Alexander Valenza

### Trama
Al ritorno da una missione Daniel mostra segni di squilibrio mentale, con allucinazioni uditive e visive a causa della tecnologia anti-Goa'uld progettata da Ma'chello. Per caso vengono infettati anche la dottoressa Fraiser, Carter e O'Neill.

## Curva di apprendimento
- Titolo originale: Learning curve
- Diretto da: Martin Wood
- Scritto da: Heather E. Ash

### Trama
Sul pianeta Orban i bambini sono molto intelligenti a causa della nanite, una nanotecnologia che viene iniettata loro alla nascita. I bambini vengono strumentalizzati per acquisire e condividere la conoscenza ma non conoscono nessun tipo di svago o gioco e O'Neill rischia la corte marziale per portare una di loro, Merrin con lui fuori dalla base, per insegnarle i giochi dei bambini e i loro disegni.

## Punto di vista
- Titolo originale: Point of view
- Diretto da: Peter DeLuise
- Scritto da: Jonathan Glassner, Brad Wright, Robert C. Cooper e Tor Alexander Valenza

### Trama
Carter e Kawalsky di una realtà alternativa fuggono dal loro universo, dove la Terra è invasa dai Goa'uld e tramite lo specchio quantico si ritrovano nell'Area 51 di questa realtà. L'SG-1 offre loro il suo aiuto per far sì che nella loro realtà essi possano contattare gli Asgard e da essi farsi aiutare contro i Goa'uld.

## Cacciatore di taglie
- Titolo originale: Deadman switch
- Diretto da: Martin Wood
- Scritto da: Robert C. Cooper

### Trama
Un cacciatore di taglie alieno, Aris Boch, che deve catturare un goa'uld di nome Kel'tar, per ordine del malvagio Signore del Sistema Sokar, chiede l'aiuto della squadra SG-1. In realtà Kel'tar è un Tok'ra di nome Korra.

## Demoni
- Titolo originale: Demons
- Diretto da: Peter DeLuise
- Scritto da: Carl Binder

### Trama
L'SG-1 arriva su un pianeta simile alla Terra dell'epoca cristiano-medievale e salva Mary, una donna lasciata incatenata ad un palo nella piazza del villaggio, offerta in sacrificio a Sokar attraverso il suo demone Unas. L'SG-1 deve convincere gli indigeni a ribellarsi e liberare per sempre il villaggio dai demoni.

## Regole di combattimento
- Titolo originale: Rules of engagement
- Diretto da: William F. Gereghty
- Scritto da: Terry Curtis Fox

### Trama
L'SG-1 arriva in un campo d'addestramento militare in cui alcuni soldati si addestrano a combattere con armi terrestri nell'attesa del ritorno di Apophis. In realtà Apophis è morto, ma i soldati non lo sanno ancora. Per errore iniziano ad usare le armi confiscate all'SG-1.

## Per sempre in un giorno
- Titolo originale: Forever in a day
- Diretto da: Peter DeLuise
- Scritto da: Jonathan Glassner

### Trama
Durante una missione di salvataggio, Teal'c uccide Amonet per salvare la vita del dottor Jackson, che non crede alla morte di sua moglie Sha're finché non ne vede il corpo privo di vita, e, infuriato, dà le dimissioni dal Comando Stargate. La donna continua a fargli visita in sogno e lo sprona a perdonare Teal'c e tornare al Programma Stargate allo scopo di ritrovare suo figlio: l'Harcesis.

## Passato e presente
- Titolo originale: Past and Present
- Diretto da: William F. Gereghty
- Scritto da: Tor Alexander Valenza

### Trama
Sul pianeta Vyus gli abitanti sono stati colpiti dal Vorlix, un'amnesia retrograda di massa, causata da un filtro per l'eterna giovinezza ideato da una scienziata pazza di nome Linea. La donna è una vecchia conoscenza dell'SG-1 ma come tutti gli altri ha perso la memoria e finisce con l'innamorarsi del dottor Jackson.

## I ricordi di Jolinar
- Titolo originale: Jolinar's Memories
- Diretto da: Peter DeLuise
- Scritto da: Sonny Wareham e Daniel Stashower

### Trama
Jacob Carter e il suo simbionte Selmak, sono prigionieri di Sokar, e portati su una luna-prigione chiamata Ne'tu, l'Inferno. L'SG-1, guidata dal Tok'ra Martouf, tenta di infiltrarsi nella prigione per liberarli, ma solo Jolinar riuscì a scappare da quell'inferno. Sam si trova a doversi confrontare con quel triste e ben nascosto ricordo.

## Dominazioni
- Titolo originale: The Devil You Know
- Diretto da: Peter DeLuise
- Scritto da: Robert C. Cooper

### Trama
Su Ne'tu la squadra viene catturata da Apophis, redivivo con il sarcofago. Apophis è determinato ad uccidere Sokar e riprendere il potere. I Tok'ra riescono però a distruggere Ne'tu uccidendo Sokar. La vita della squadra è salva, ma anche quella di Apophis.

## Base d'appoggio
- Titolo originale: Foothold
- Diretto da: Andy Mikita
- Scritto da: Heather E. Ash

### Trama
Il comando SG è invaso da alieni, che, per mezzo di un disco elettronico, diventano sosia dei militari. Teal'c è il primo ad accorgersene e risveglia il maggiore Carter per cercare aiuto fuori della base. I membri dell'SG-1 devono riporre le loro speranze sull'unica persona di cui non si fidano affatto, il colonnello Maybourne.

## Inganno
- Titolo originale: Pretense
- Diretto da: David Warry-Smith
- Scritto da: Kathryn Powers

### Trama
Il Tollan Narim informa l'SG-1 che il simbionte goa'uld Klorel è precipitato con un aliante della morte sul pianeta, e che verrà processato per mezzo di un'antica cerimonia di giustizia, la Triad, che giudicherà quale personalità avrà per sempre il controllo del corpo di Skaara. Per far valere le proprie ragioni Skaara chiama in aiuto il suo amico O'Neill.

## Impianto
- Titolo originale: Urgo
- Diretto da: Peter DeLuise
- Scritto da: Tor Alexander Valenza

### Trama
Dopo essere partiti nell'esplorazione di un pianeta, P4X-884, i membri dell'SG-1 ritornano senza alcun ricordo della loro permanenza sul pianeta. Vengono controllati e si scopre che hanno ricevuto alcuni impianti mentali; successivamente le loro menti vengono invase da un essere bizzarro e curioso, Urgo, il quale rivela loro che, se disattivati erroneamente, gli impianti potrebbero causare la loro morte. La squadra viene sollevata dagli incarichi e messa in isolamento, finché non ricontatta il pianeta dove ha ricevuto gli impianti.
- Guest star dell'episodio (diretto oltretutto dal figlio) l'attore comico Dom DeLuise, attore feticcio di Mel Brooks, visto in Robin Hood: un uomo in calzamaglia e in Il silenzio dei prosciutti.

## Cento giorni
- Titolo originale: A hundred days
- Diretto da: David Warry-Smith
- Scritto da: Brad Wright

### Trama
L'SG-1 si trova sul pianeta Edora per assistere all'annuale spettacolo della pioggia di fuoco. Il fenomeno è però al culmine della sua intensità e lo spettacolo in breve si trasforma in dramma. Una meteora colpisce lo Stargate seppellendolo sottoterra prima che O'Neill abbia il tempo di tornare sulla Terra. Jack si rassegna a passare il resto della sua vita su quel pianeta con Laira. Dopo molto tempo, proprio quando comincia ad ambientarsi, la ricetrasmittente comincia a diffondere la voce di Teal'c. L'SGC è riuscito a trovare un modo per salvare il Colonnello.

## Ombre di grigio
- Titolo originale: Shades of Grey
- Diretto da: Martin Wood
- Scritto da: Jonathan Glassner

### Trama
Il colonnello O'Neill viene costretto a lasciare il Programma Stargate per aver sottratto tecnologia ai Tollan. Il colonnello Maybourne gli propone di collaborare con una squadra segreta che ha il compito di impadronirsi di tecnologia aliena, e parte per la sua prima missione. Ma non è tutto come sembra.

## Nuova terra
- Titolo originale: New Ground
- Diretto da: Chris McMullen
- Scritto da: Heather E. Ash

### Trama
L'SG-1 si reca sul pianeta Bedrosia, dove due culture, Optricani e Bedrosiani, si combattono per motivi religiosi ed ideologici. O'Neill, Carter e Daniel vengono fatti prigionieri da Rigar, capo di un gruppo di Bedrosiani che credono nel dio Nefertu. Teal'c e Nyan, uno scienziato bedrosiano, riescono a fuggire.

## Istinto materno
- Titolo originale: Maternal Instinct
- Diretto da: Peter Woeste
- Scritto da: Robert C. Cooper

### Trama
Chulak è stato attaccato da Apophis alla ricerca di suo figlio, l'Harcesis. Il bambino è però al sicuro sul pianeta Kheb, sotto la protezione di Oma Desala. Qui un monaco zen illumina Jackson sull'uso del potere della mente. Intanto è arrivato anche Apophis.

## Il teschio di cristallo
- Titolo originale: Crystal skull
- Diretto da: Martin Wood
- Scritto da: Michael Greenburg, Jarrad Paul e Brad Wright

### Trama
L'SG-1 si reca su un pianeta per esplorare un'enorme piramide ma Daniel scompare misteriosamente dopo aver toccato un inquietante teschio di cristallo. Per scoprire che fine ha fatto i suoi compagni di viaggio chiedono la collaborazione del nonno dello scienziato, un noto archeologo ricoverato presso un ospedale psichiatrico.

## Nemesi
- Titolo originale: Nemesis
- Diretto da: Martin Wood
- Scritto da: Robert C. Cooper

### Trama
O'Neill viene teletrasportato sul Beliskner di Thor, dove si trovano migliaia di minacciosi insetti metallici, chiamati Replicatori, che minacciano l'intero vascello nutrendosi della sua tecnologia. Thor, inerme e spaventato, è sul punto di morte, e il vascello, ormai sotto il controllo dei Replicatori, sta per schiantarsi sulla Terra, preparandola ad una nuova invasione.